# Carl Fredrik Ebeling
Carl Fredrik Henrik August Ebeling, född 21 oktober 1860 i Svedala, död 19 augusti 1925 i Göteborg, var en svensk arkitekt.
På 1860-70-talen var Ebeling ritare i Hamburg och Halmstad, bedrev privatstudier i Stockholm och studerade vid KTH, varifrån han utexaminerades som arkitekt 1884. Under 1880-90-talen verkade han som arkitekt i Uppsala och Göteborg. 1891-1910 drev han en egen arkitekturfirma i Göteborg med kontor vid Vallgatan 14 och var därefter verksam som konsulterande arkitekt.
Åren 1903-1910 var Ebeling ledamot av Göteborgs stadsfullmäktige. Vidare innehade han flera förtroendeuppdrag, exempelvis var han arbetsgivarombud i styrelsen för Göteborgs arbetareförmedlingsanstalt.
Han var son till en godsägare och gift med dottern till en handlande.

## Verk
- Vasastaden 12:8, Viktoriagatan 15 i Göteborg (1893).
- Gamla pumphuset i Landala, Södra Viktoriagatan 44A i Göteborg.